# Egyetemi klinikák (Kolozsvár)
A kolozsvári egyetemi klinikák 1897–1902 között emelt épületegyüttese országos jelentőségű műemlék. Az épületekben a Kolozs megyei sürgősségi kórház egységei működnek.

## Elhelyezkedése
Az épületek a Mikó utcában találhatóak, a Mikó Imre által az Erdélyi Múzeum-Egyesületnek adományozott telken. A telket a Mikó (Clinicilor) utca, a Trefort (Victor Babeș) utca, a Kőkert (Hașdeu) utca és a Mikó-kert határolja.

## Története
1872-ben a Kolozsvári Tudományegyetem megalapításakor az orvosi kar intézeteit és klinikáit a Karolina Kórház elavult épületeiben helyezték el. 1873-ban alakult ugyan egy bizottság, amely Kolozs megye főispánjának vezetésével megtárgyalta a kórház újjáépítését, de anyagi források hiányában csak elvi megállapításokat tettek. A helyzetet nehezítette, hogy a kórház a belügyminisztériumhoz, az egyetem viszont a vallás- és közoktatásügyi minisztériumhoz tartozott. Miután a két minisztérium szakértői kidolgozták az új kórházzal szembeni elvárásokat, amelyek egyaránt megfeleltek a gyógyítás és az oktatás kívánalmainak, Hauszmann Alajos elkészítette a kórház tervét, a két minisztérium azonban nem tudott megegyezni a 2 400 000 korona költség megosztását illetően. A mielőbbi megoldás érdekében egyetem orvosi kara számos előterjesztést és küldöttséget küldött a két minisztériumhoz, végül 1895. november 8-án a Karolina Kórház átkerült a vallás- és közoktatásügyi minisztérium hatáskörébe.
Hauszmann tervei alapján 1884. május 12-én elkezdték építeni az anatómia épületét, amelyben a bonctan, korbonctan és törvényszéki orvostan kaptak helyet, majd 1886-ban az élet- és közegészségtani intézetet; ezek 1886–1887-ben készültek el. Maga a kórház terve nem felelt meg a tanároknak, mert külön pavilonokat akartak az egyes osztályoknak a Hauszmann által tervezett hosszú épület helyett, ezért a kultuszminisztérium Korb Flóris és Giergl Kálmán építészektől újabb tervet rendelt. A pénzügyminisztérium képviselője sokallta a bekerülési összeget, ezért a tervet a tanárok tiltakozása ellenére át kellett alakítani. Végül az 1897. évi XXV. törvénycikk 2 800 000 koronát engedélyezett az egyetem számára a Karolina Kórház telekvásárlására és felépítésére. Noha az Erdélyi Múzeum-Egyesület, amely az egyetem megalapításakor bérbe adta a magyar államnak a Mikó-kertet, 1895-ben ellenszolgáltatás nélkül lemondott a terület és a rajta álló épületek tulajdonjogáról, az összes költség 3 593 125 korona lett.
A kivitelező Reményik Károly kolozsvári építészmérnök, építési vállalkozó volt. A csatornázást, vízvezetéket, fűtést és szellőztetést, a konyha és mosókonyha felszerelését a budapesti Knuth Károly és fia cég tervezte és készítette el. A villamos berendezéseket a budapesti Ganz és Társa Rt. szállította.
A domboldal tereprendezési munkálatai 1897 őszén kezdődtek el. 1899 őszére elkészültek a sebészet, belgyógyászat, szülészet, nőgyógyászat épületei, valamint az igazgatósági épület; a betegeket szeptember 24-én költöztették át a régi kórházépületből. A szemészet 1900. július 1-jén, a bőr- és nemibeteg klinika 1900. október 1-jén nyílt meg.
A kórház és egyetemi klinikák közkórháznak minősültek, azaz a férőhelyek függvényében minden beteget kötelesek voltak ellátni. Az ápolási díj az első öt évben napi 2 korona volt, különszoba esetén napi 8 korona. A bevételek és a fenntartási kiadások különbözetét a vallás- és közoktatásügyi minisztérium állta.
Az első három évben a betegek, betegnapok száma és a fenntartási költség az alábbiak szerint alakult:
|                                             | 1900      | 1901      | 1902      |
| ------------------------------------------- | --------- | --------- | --------- |
| Fekvőbetegek száma                          | 3385      | 4303      | 4579      |
| Betegnapok száma                            | 101070    | 126159    | 188160    |
| Fenntartási költség (korona)                | 347757,66 | 428943,75 | 529382,98 |
| Egy ápolási napra jutó költség (korona/nap) | 3,44      | 2,81      | 2,80      |
| Járóbetegek száma                           | 13398     | 16676     | 18728     |

Az első világháború alatt az egyetemi klinikák többségét hadikórháznak nyilvánították. A egyetemi alkalmazottak egy része bevonult katonának, a klinikákon a munkaerőhiányt részben orvostanhallgatókkal pótolták. A lábadozó katonák számára az egyetemi tanárok ismeretterjesztő és hazafias előadásokat tartottak.
1919. június 13-án az Országos Karolina Kórház és Klinika román vezetés alá került. A klinikák udvarán található márványtáblát, amely az építésnek állított emléket, eltávolították, és ugyanerre a sorsra jutott Purjesz Zsigmond mellszobra is.
Az 1990-es években a teraszosan elhelyezett régi épületek közé, az első és második szint közötti kis parkba egy új épületet emeltek. A műemlékvédelmi bizottság tiltakozása ellenére 2006–2007-ben a megyei tanács a klinikák telkéből 8000 négyzetméternyi területre koncessziót adott egy magáncégnek kereskedelmi üzletközpont építésére. A több emeletesre tervezett üzletközpont építése a gazdasági válság miatt a földszintnél leállt.
Napjainkban (2019. május) az épületekben a Kolozs megyei sürgősségi kórház egységei működnek.